# 25 Pułk Dragonów (Cesarstwo Niemieckie)
25 Pułk Dragonów im. Królowej Olgi (1 Wirtemberski) (niem. Dragoner-Regiment „Königin Olga“ (1. Württembergisches) Nr. 25)  – pułk kawalerii niemieckiej okresu Cesarstwa Niemieckiego.

## Charakterystyka

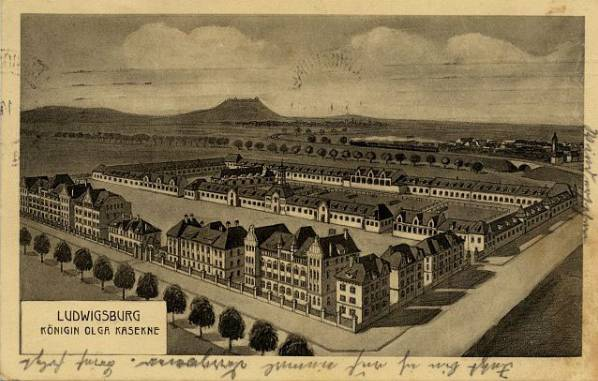
Koszary pułku

Pułk został sformowany 17 listopada 1813. Stacjonował w Ludwigsburgu . Wchodził w skład XIII Korpusu Armijnego .

 Wiosną 1914 był w strukturze 26 Brygady Kawalerii z 26 Dywizji Piechoty.
W wyniku mobilizacji, w sierpniu 1914 pułk osiągnął gotowość bojową i w składzie 26 Brygady Kawalerii z 7 Dywizji Kawalerii został wysłany na front zachodni.

30 grudnia 1916 oddział przeorganizowano w spieszony pułk kawalerii.